# El pastor de las colinas (película de 1928)
El pastor de las colinas es una película dramática muda estadounidense de 1928 dirigida por Albert S. Rogell y protagonizada por Alec B. Francis, Molly O'Day y John Boles.

## Elenco
- Alec B. Francis como David Howitt, El pastor
- Molly O'Day como Sammy Lane
- John Boles como el joven Matt
- Matthew Betz como Wash Gibbs
- Romaine Fielding como Old Matt
- Otis Harlan como By Thunder
- Joseph Bennett como Ollie
- Maurice Murphy como el pequeño Pete
- Edythe Chapman como tía Mollie
- Carl Stockdale como Jim Lane
- Ena Gregory como Maggie
- John Westwood como el artista